# Bureau of Engraving and Printing

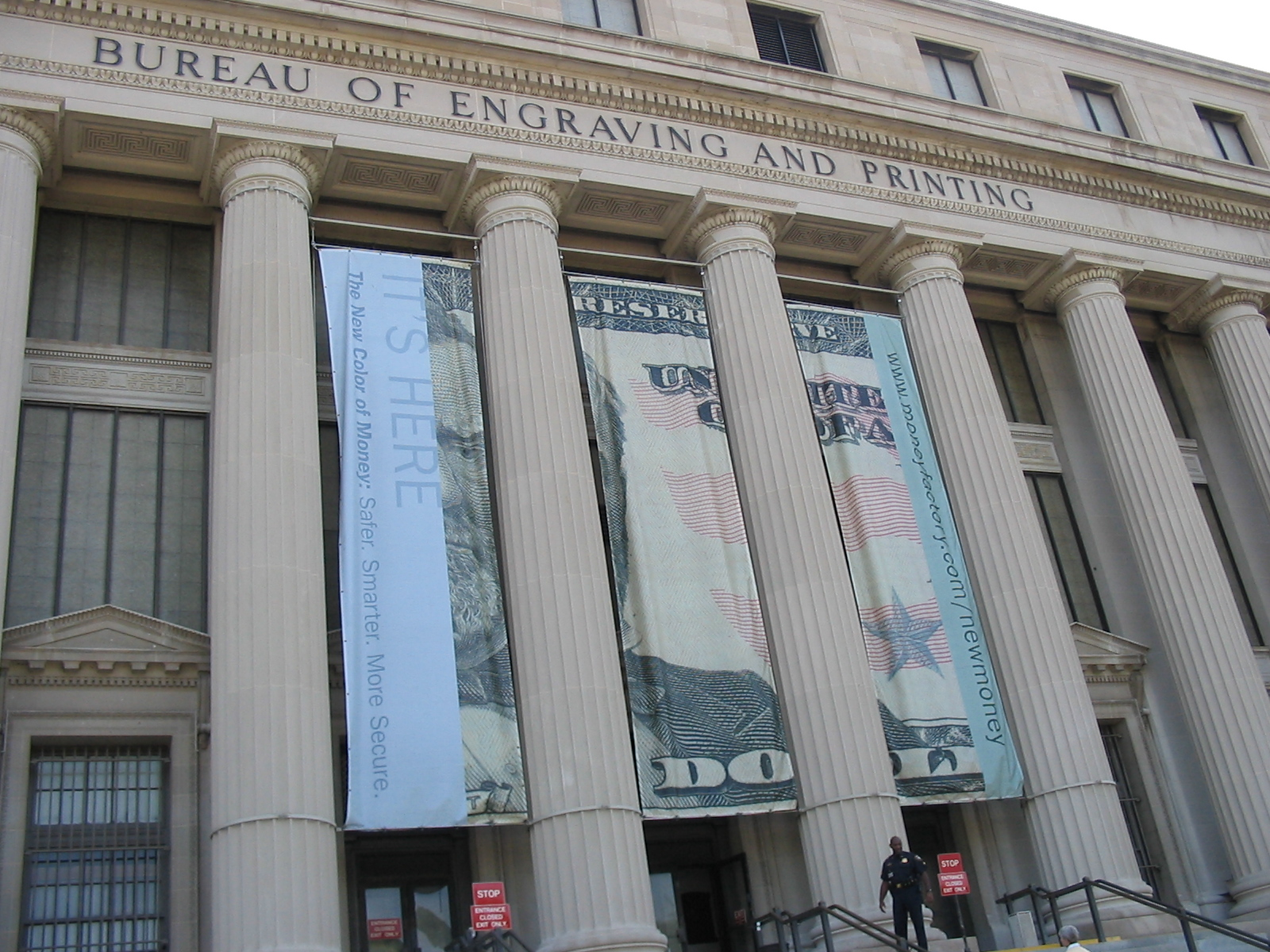
Dienstgebäude in Washington, D.C.

Das United States Bureau of Engraving and Printing (BEP) ist eine im Jahre 1862 gegründete Behörde des Finanzministeriums der Vereinigten Staaten mit Sitz in Washington, D.C. (14th & C Streets, SW).
Hauptaufgabe der Bundesbehörde ist der Druck von Banknoten des US-Dollars für das Federal Reserve System und anderer Dokumente mit hoher Druckqualität für Bundesbehörden sowie Privatpersonen und Unternehmen. Des Weiteren berät sie Bundesbehörden in Fragen der Gestaltung von Dienstausweisen und ist für die Vernichtung von Banknoten des US-Dollars zuständig. Daneben werden auch Banknoten mit anderen Währungen hergestellt. Zu Dekorationszwecken werden Papierbahnen mit US-Banknoten an jedermann verkauft (höher als der Nennwert). Direktor der BEP ist seit 2015 Leonard R. Olijar.
Die BEP unterhält Druckereien in Washington, District of Columbia, sowie in Fort Worth, Texas.
| Nennwert | Geschäftsjahr 1985 | 1990          | 1995          | 2000          | 2005          |
| -------- | ------------------ | ------------- | ------------- | ------------- | ------------- |
| $ 1      | 2.851.200.000      | 3.148.800.000 | 4.428.800.000 | 5.190.400.000 | 3.475.200.000 |
| $ 2      | 0                  | 0             | 153.600.000   | 121.600.000   | unbekannt     |
| $ 5      | 777.600.000        | 912.000.000   | 992.000.000   | 640.000.000   | 576.000.000   |
| $ 10     | 784.000.000        | 771.200.000   | 672.000.000   | 492.800.000   | 512,000,000   |
| $ 20     | 1.449.600.000      | 1.801.600.000 | 2,476,800,000 | 2.707.200.000 | 3.059.200.000 |
| $ 50     | 137.600.000        | 128.000.000   | 147.200.000   | unbekannt     | 345.600.000   |
| $ 100    | 160.000.000        | 240.000.000   | 595.200.000   | unbekannt     | 668.800.000   |

Die Münzen des US-Dollars werden von der United States Mint hergestellt.